# Miss República Dominicana 2021
Miss República Dominicana 2021, fue realizado el 7 de noviembre de 2021. Al final del evento, Kimberly Jiménez, Miss República Dominicana 2020, coronó a su sucesora entre 15 candidatas, que compitieron representando provincias y comunidades dominicanas del exterior, en la noche final, que fue celebrada en el Salón de Eventos Sambil en Santo Domingo. La ganadora del concurso, representó al país en Miss Universo 2021.
La representante de Azua, Debbie Áflalo, representó a la República Dominicana en Miss Universo 2021, ya que la ganadora, Andreína Martínez, representante de la Com. Dom. En EE.UU., se contagió de COVID-19, días antes de partir a Israel, por lo que no pudo cumplir con sus obligaciones.
Andreína Martínez Fournier fue designada en Abril del 2022 a Miss Universe 2022, quedando de 2.ª Finalista; Martínez nunca perdió el título de Miss República Dominicana Universo, simplemente fue aplazado debido a complicaciones de salud en el 2021, por ende La Directora Magalys Febles designó a Miss Azua para participar en Miss Universe 2021 y Comunidad Dominicana pospuesta para el Miss Universe 2022. 
Por esto Miss República Dominicana Universo 2021 y 2022 resultaron electas en la misma noche.

## Resultados
- La candidata fue finalista en un concurso internacional.
- No clasificó

| Resultados Final               | Candidata | Posición internacional             |
| ------------------------------ | --- | ---------------------------------- |
| Miss República Dominicana 2022 | - Com. Dom. En EE.UU. - Andreína Martínez | 2.ª finalista - Miss Universo 2022 |
| Primera Finalista              | - Azua - Debbie Áflalo ☆ | No clasificó - Miss Universo 2021  |
| Segunda Finalista              | - La Vega - Yamilex Hernández |                                    |
| Tercera Finalista              | - Samaná - Elianny Capellán |                                    |
| Cuarta Finalista               | - La Romana - Éricka Silverio |                                    |
| Top 10                         | - Distrito Nacional - Yeimi Hernández - María Trinidad Sánchez - Hilda Puntiel - Puerto Plata - Silvana Dominicci - Santiago - Leslye Olivo - Valverde - Nicole Jimeno |                                    |

☆ La representante de Azua, Debbie Áflalo, 1.ª finalista, representó a la República Dominicana en Miss Universo 2021, ya que la ganadora, Andreína Martínez, representante de la Com. Dom. En EE. UU., se contagió de COVID-19, días antes de partir a Israel, por lo que no pudo cumplir con sus obligaciones.

### Premios especiales
| Premio Especial                                                                    | Candidata                               |
| ---------------------------------------------------------------------------------- | --------------------------------------- |
| Mejor Cuerpo (votado por un panel de la organización de Miss República Dominicana) | Andreína Martínez (Com. Dom. En EE.UU.) |
| Miss Superación (votado por la organización de Miss República Dominicana)          | Scarlett Castillo (Constanza)           |
| Miss Internet (votado por el panel del certamen)                                   | Yamilex Hernández (La Vega)             |
| Miss Fotogénica (votado por el fotógrafo oficial del certamen)                     | Yeimi Hernández (Distrito Nacional)     |
| Miss Comunicación (votado por la organización de Miss República Dominicana)        | Hilda Puntiel (María Trinidad Sánchez)  |
| Miss Elegancia (votado por la organización de Miss República Dominicana)           | Elianny Capellán (Samaná)               |
| Miss Simpatía (votado por las candidatas del certamen)                             | Debbie Áflalo (Azua)                    |

## Candidatas Oficiales
| Representa                  | Candidata                           | Edad | Altura          | Ciudad de residencia       |
| --------------------------- | ----------------------------------- | ---- | --------------- | -------------------------- |
| Azua                        | Debbie Estefany Áflalo Vargas       | 27   | 1,80 m (5′ 11″) | Azua de Compostela         |
| Bahoruco                    | Scarlett Castillo Garcia            | 18   | 1,60 m (5′ 3″)  | Constanza                  |
| Com. Dom. En Estados Unidos | Andreína Martínez Founier-Rosado    | 24   | 1,84 m (6′ 0″)  | Nueva York                 |
| Distrito Nacional           | Yeimi Paola Hernández O'Neal        | 22   | 1,80 m (5′ 11″) | Santo Domingo Norte        |
| Espaillat                   | Leidy Laura Liberato Hernández      | 21   | 1,60 m (5′ 3″)  | Gaspar Hernández           |
| La Altagracia               | Cinthya Núñez Ramos                 | 22   | 1,75 m (5′ 9″)  | Higüey                     |
| La Romana                   | Éricka del Carmen Silverio Capellán | 26   | 1,83 m (6′ 0″)  | La Romana                  |
| La Vega                     | Yamilex Hernández del Orbe          | 21   | 1,83 m (6′ 0″)  | Concepción de La Vega      |
| María Trinidad Sánchez      | Hilda Noemí Puntiel Sosa            | 23   | 1,76 m (5′ 9″)  | Nagua                      |
| Puerto Plata                | Silvana Dominicci Fáulkner          | 23   | 1,75 m (5′ 9″)  | Sosúa                      |
| Samaná                      | Elianny Capellán Serra              | 23   | 1,78 m (5′ 10″) | Sánchez                    |
| San Pedro de Macorís        | Nallely Estefanía Cabrera de Jesús  | 20   | 1,84 m (6′ 0″)  | San Pedro de Macorís       |
| Santiago                    | Leslye Isabel Olivo Collado         | 26   | 1,80 m (5′ 11″) | Santiago de los Caballeros |
| Santo Domingo               | Áshley Yínyer de León de la Cruz    | 21   | 1,69 m (5′ 7″)  | Santo Domingo Oeste        |
| Valverde                    | Lidia Nicole Jimeno Morel           | 27   | 1,75 m (5′ 9″)  | Mao                        |

## Candidatas en otros concursos
Las candidatas actuales que compitieron anteriormente en otros concurso de belleza:
Top Model Mass Roberto 2017
- Miss Maria Trinidad Sanchez: Hilda Puntiel
  - Como Nagua
    - Ganadora

Miss República Dominicana Tierra 2016
- Miss Valverde: Nicole Jimeno
  - Como Valverde
    - Ganadora

Miss Tierra 2016
- Miss Valverde: Nicole Jimeno
  - Como República Dominicana

 Miss Teenager Dominicana 2013
- Miss Samaná:  Elianny Capellán
  - Ganadora

 Miss Tourism International 2017
- Miss Samaná:  Elianny Capellán
  - como: República Dominicana 
    - Top 10

Miss Latinoamérica 2017
- Miss Samaná:  Elianny Capellán
  - como: República Dominicana 
    - 2a Finalista

Miss Mundo Dominicana 2011
- Miss Azua: Debbie Áflalo 
  - como: Santo Domingo Este

Misses of Dominican Republic 2021
- Miss Santiago: Leslye Olivo
  - como: Distrito Nacional 
    -  Semifinalista